# Auersthal
Auersthal es una ciudad del distrito de Gänserndorf en Baja Austria (Austria).